# Ophiocoma echinata
Ophiocoma echinata är en ormstjärneart som först beskrevs av Jean-Baptiste Lamarck 1816.  Ophiocoma echinata ingår i släktet Ophiocoma och familjen Ophiocomidae. Inga underarter finns listade i Catalogue of Life.